# The X Factor (États-Unis)
Pour les articles homonymes, voir X Factor.
The X Factor est une compétition télévisée américaine de chant créée par Simon Cowell et produite par SYCOtv (en). 
En tant que partie de la franchise The X Factor, le format de l'émission possède quelques différences de ses rivaux, incluant American Idol et d'autres. Le concours est à la fois ouvert aux artistes en solo et aux groupes et n'a pas de limite d'âge supérieure. Chaque juge est affecté d'une des quatre catégories. Pour la première saison, les catégories sont les filles entre 12 et 30 ans, les garçons entre 12 et 30, les personnes de plus de 30, ou des groupes (dont certains peuvent être formés de solistes rejetés après le processus d'audition).
Dans la saison 2, les groupes ne sont plus les mêmes. Nous avons : les teens (entre 12 et 17 ans), les jeunes adultes "young adults" (entre 18 et 25 ans), les plus de 25 ans et enfin les groupes sur le même principe que certains groupes sont formés sur le tas avec des solistes non retenus au moment du bootcamp.
Début février 2014, la FOX annonce qu'il n'y aura pas de 4e saison.
Elle est diffusée en Belgique et en Luxembourg sur Plug  RTL

## Principe
Ce télé-crochet a pour but de dénicher le talent musical de demain, celui qui cache en lui le "X Factor". 
Des milliers de candidats sans limite d'âge (de 12 à 99 ans), seul ou en groupe, sont auditionnés, sélectionnés, entraînés puis jugés par un jury composé de quatre professionnels du monde de la musique. 
Douze candidats sont ensuite retenus pour les primes.
Pour la saison 2 c'est 16 candidats.

## Présentation du concept

### Les auditions
Des équipes de sélectionneurs, composées d'employés de la production et de professionnels de la musique, font étape dans plusieurs villes des États-Unis, afin de dénicher le talent musical de demain, celui qui a le "X Factor".
Les candidats retenus sont dans un second temps auditionnés par le jury de l'émission, composé de quatre personnalités du monde de la musique. Ils doivent interpréter une chanson de leur choix, sur bande orchestre et en public, dans de grandes salles américaines.
Il faut une majorité de "oui" pour pouvoir continuer. Trois « oui » sur quatre de la part du jury sont donc au minimum nécessaires pour permettre au candidat d'accéder à l'étape suivante, mais en cas d'absence d'un juge, il n'en faudra que deux.

### Le camp d'entraînement
Les candidats retenus sont convoqués afin de suivre un entraînement vocal et scénique de quatre jours (duels vocaux, chorégraphie, passages individuels, etc.), à l'issue duquel chacun des membres du jury apprend quelle catégorie il devra entraîner jusqu'à la fin de l'aventure.

### La maison des juges
Saison 1
Les 25 candidats retenus après le camp d'entraînement sont regroupés en catégories :
- Moins de 25 ans - garçons (6 candidats)
- Moins de 25 ans - filles (6 candidates)
- Plus de 25 ans - mixte (6 candidats)
- Groupes (7 groupes de candidats)

Ceux-ci passent individuellement devant leur entraîneur qui les a conviés dans un lieu paradisiaque afin de faire son choix final.
Les entraîneurs retiennent chacun trois candidats, portant à douze le nombre de candidats accédant aux « directs ».
Saison 2 
Les 24 candidats retenus après le camp d'entraînement sont regroupés en catégories :
- Les teens - (6 candidats)
- Les Young Adults - (6 candidats)
- Plus de 25 ans - (6 candidats)
- Groupes (6 groupes de candidats)

Ceux-ci passent individuellement devant leur entraîneur qui les a conviés dans un lieu paradisiaque afin de faire son choix final.
Les entraîneurs retiennent chacun trois candidats, portant à douze le nombre de candidats accédant aux « directs ».

### Les lives
Les candidats ont une semaine pour préparer avec leur entraîneur la ou les chanson(s) qu'ils devront interpréter lors du direct suivant.
Durant onze semaines, en « prime-time » hebdomadaire, tous les candidats interprètent un ou plusieurs titres en direct sur le plateau de l’émission devant quelques centaines de spectateurs et des millions de téléspectateurs. Tous doivent chanter au cours d'une mise en scène plus ou moins aboutie, accompagnés par un orchestre, voire des danseurs / danseuses.
À l'issue de leur prestation, chacun des membres du jury donne son avis.
En fin d'émission, les deux candidats qui ont obtenu le moins de votes de la part des téléspectateurs subissent une épreuve de rattrapage, appelée le "ballotage", en interprétant un second titre piano-voix, de leur choix cette fois, afin de convaincre les membres du jury, qui seuls auront le dernier mot et repêcheront le candidat le plus méritant selon eux.
Chaque semaine, deux stars nationales ou internationales de la chanson sont invitées sur le plateau du « prime ». Certaines d'entre elles rendent visite aux candidats dans la semaine précédant le passage en direct, afin de les conseiller et de les aider dans leur travail. 

## Jury et présentateurs
| Présentation       | Présentation     | Présentation  |
| Saison 1           | Saison 2         | Saison 3      |
| ------------------ | ---------------- | ------------- |
| Steve Jones        | Mario López      | Mario López   |
|                    | Khloe Kardashian |               |
| Juges              |                  |               |
| Saison 1           | Saison 2         | Saison 3      |
| Simon Cowell       |                  |               |
| Nicole Scherzinger | Britney Spears   | Paulina Rubio |
| L.A. Reid          | L.A. Reid        | Kelly Rowland |
| Paula Abdul        | Demi Lovato      | Demi Lovato   |

### Juges et candidats de leurs catégories
– Juges et candidat gagnant.
| Saison | Simon Cowell                                                      | Paula Abdul                                                     | Nicole Scherzinger                                                        | L.A. Reid                                                           |
| ------ | ----------------------------------------------------------------- | --------------------------------------------------------------- | ------------------------------------------------------------------------- | ------------------------------------------------------------------- |
| 1      | Filles Melanie Amaro Rachel Crow Drew Simone Battle Tiah Tolliver | Groupes Lakoda Rayne The Stereo Hogzz InTENsity The Brewer Boys | Les + de 30 ans Josh Krajcik LeRoy Bell Stacy Francis Dexter Haygood      | Garçons Chris Rene Marcus Canty Astro Phillip Lomax                 |
| Saison | Simon Cowell                                                      | Demi Lovato                                                     | Britney Spears                                                            | L.A. Reid                                                           |
| 2      | Groupes Fifth Harmony Emblem3 LYRIC 145 Sister C                  | Les 17-24 ans CeCe Frey Jannel Garcia Paige Thomas Willie Jones | Les 12-16 ans Carly Rose Sonenclar Beatrice Miller Arin Ray Diamond White | Les + de 25 ans Tate Stevens Vino Alan Jason Brock David Correy     |
| Saison | Simon Cowell                                                      | Demi Lovato                                                     | Paulina Rubio                                                             | Kelly Rowland                                                       |
| 3      | Groupes Alex & Sierra Restless Road Sweet Suspense RoXxy Montana  | Filles Rion Paige Ellona Santiago Khaya Cohen Danie Geimer      | Garçons Carlito Olivero Josh Levi Tim Olstad Carlos Guevara               | Les + de 25 ans Jeff Gutt Lillie McCloud Rachel Potter James Kenney |

### Résumé des saisons
Participant et mentor de la catégorie "Garçons"

 Participante et mentor de la catégorie "Filles"

 Participant et mentor de la catégorie "Les 12-16 ans"

 Participant et mentor de la catégorie "Les 17-24 ans"

 Participant et mentor de la catégorie "Les plus de 25 ans" ou "Les plus de 30 ans"

 Participants et mentor dans la catégorie des groupes
| Saison | Début             | Fin              | Gagnant       | Second               | Troisième       | Mentor gagnant | Présentateurs | Présentateurs    | Juges principaux | Juges principaux | Juges principaux   | Juges principaux | Juges invités | Sponsor                                |
| ------ | ----------------- | ---------------- | ------------- | -------------------- | --------------- | -------------- | ------------- | ---------------- | ---------------- | ---------------- | ------------------ | ---------------- | ------------- | -------------------------------------- |
| 1      | 21 septembre 2011 | 22 décembre 2011 | Melanie Amaro | Josh Krajcik         | Chris Rene      | Simon Cowell   | Steve Jones   | Steve Jones      | Simon Cowell     | Paula Abdul      | Nicole Scherzinger | L.A. Reid        | Cheryl Cole   | Pepsi Sony Verizon Chevrolet           |
| 2      | 19 septembre 2012 | 20 décembre 2012 | Tate Stevens  | Carly Rose Sonenclar | Fifth Harmony   | L.A. Reid      | Mario López   | Khloe Kardashian | Simon Cowell     | Demi Lovato      | Britney Spears     | L.A. Reid        | Louis Walsh   | Pepsi Sony Verizon Best Buy            |
| 3      | 11 septembre 2013 | 19 décembre 2013 | Alex & Sierra | Jeff Gutt            | Carlito Olivero | Simon Cowell   | Mario López   | NC               | Simon Cowell     | Demi Lovato      | Paulina Rubio      | Kelly Rowland    | NC            | CoverGirl Herbal Essences Honda Secret |

## Autres émissions
- Khloé Kardashian a été candidate à The Celebrity Apprentice 2 sur la chaîne NBC.
- Mario López et Nicole Scherzinger ont tous les deux participé et atteint la finale à une saison de Dancing with the Stars sur ABC (Lopez est arrivé deuxième lors de la saison 3, et Scherzinger a remporté la dixième saison).
- Simon Cowell et Paula Abdul ont été membres du jury sur l'émission American Idol sur la même chaîne.
- Britney Spears et Demi Lovato ont toutes les deux commencé grâce à des émissions/séries télévisées du groupe Disney (The Mickey Mouse Club (All New Mickey Mouse Club) pour Britney Spears, et Camp Rock et Sonny pour Demi Lovato).
- Kelly Rowland a été jurée lors de The X Factor UK 8. Elle est remplacée par Nicole Scherzinger lors de la saison 9.